# Dmitrij Żyła
Dmitrij Nikitowicz Żyła (ros. Дмитрий Никитович Жила, ukr. Дмитро Микитович Жила, ur. 1903, zm. 1963) – radziecki działacz partyjny, państwowy i gospodarczy, wicepremier Ukraińskiej SRR (1938–1944).

## Życiorys
W 1930 był słuchaczem kursów racjonalizatorów w Moskwie, później studiował w Moskiewskim Instytucie Chemiczno-Technologicznym im. Mendelejewa i do 1933 w Kijowskim Technologicznym Instytucie Przemysłu Cukrowniczego, jednocześnie był pomocnikiem i zastępcą dyrektora moskiewskiej rafinerii. Należał do WKP(b), 1933-1938 studiował we Wszechzwiązkowej Akademii Spożywczej im. Stalina, od grudnia 1937 do maja 1938 był ludowym komisarzem przemysłu spożywczego Ukraińskiej SRR, a od 29 maja 1938 do 24 maja 1944 zastępcą przewodniczącego Rady Komisarzy Ludowych Ukraińskiej SRR. 
7 lutego 1939 został odznaczony Orderem Czerwonego Sztandaru Pracy.
W 1941 był przewodniczącym Komisji Rady Komisarzy Ludowych Ukraińskiej SRR ds. kierowania pracą ewakuacji ludności, organizacji i ładunku wojskowego, w sierpniu 1943 pełnił obowiązki przewodniczącego Komitetu Wykonawczego Charkowskiej Rady Obwodowej, od 1944 pracował w instytucjach gospodarczych, 1947–1948 zarządzał trustem konserwowym w Odessie. Później był dyrektorem kombinatu konserwowego w Chersoniu, a od 1959 zastępcą przewodniczącego Sownarchozu Czarnomorskiego Rejonu Ekonomicznego. 